# Mannevillette
Mannevillette är en kommun i departementet Seine-Maritime i regionen Normandie i norra Frankrike. Kommunen ligger i kantonen Montivilliers som tillhör arrondissementet Le Havre. År 2022 hade Mannevillette 926 invånare.

## Befolkningsutveckling
Antalet invånare i kommunen Mannevillette
| Referens: INSEE |